# Pożar buszu w Nowej Południowej Walii (2001)
Black Christmas ("Czarne Święta") – pożar buszu, który trwał przez prawie trzy tygodnie od 25 grudnia 2001 w Nowej Południowej Walii. Był to jeden z najdłuższych pożarów w historii Nowej Południowej Walii. 
Niskie opady w całej zimie i wiośnie 2001 roku z połączeniem gorącego i suchego grudnia stworzyły idealne warunki do pożaru buszu. W dniu Wigilii pożary wybuchły na przedmieściach Sydney, Grose Vale. W Boże Narodzenie, silny wiatr zachodni spowodował powstanie ponad 100 pożarów. W wyniku pożarów nikt nie zginął natomiast spłonęło 3000 km² ziemi, zniszczeniu uległo 180 domów oraz ucierpiały trzy Parki Narodowe: Gór Błękitnych, Lane Cove i Royal.